# Система управления обучением
Система управления обучением (англ. learning management system, LMS) — это программное приложение для администрирования учебных курсов в рамках дистанционного обучения.

## История возникновения
Создание специальных приложений, позволяющих сделать администрирование учебных курсов простым и технологичным, стало органическим развитием идеи дистанционного обучения и произошло во второй половине XX века в академическом секторе. Причины того, почему родиной первых СУО стали именно университеты, просты — большое число студентов влекло за собой огромную нагрузку на учебные отделы, но одновременно оно же обеспечивало и ресурс для разработки программного обеспечения. Тем не менее, прообразы современных СУО возникли задолго до появления компьютеров.

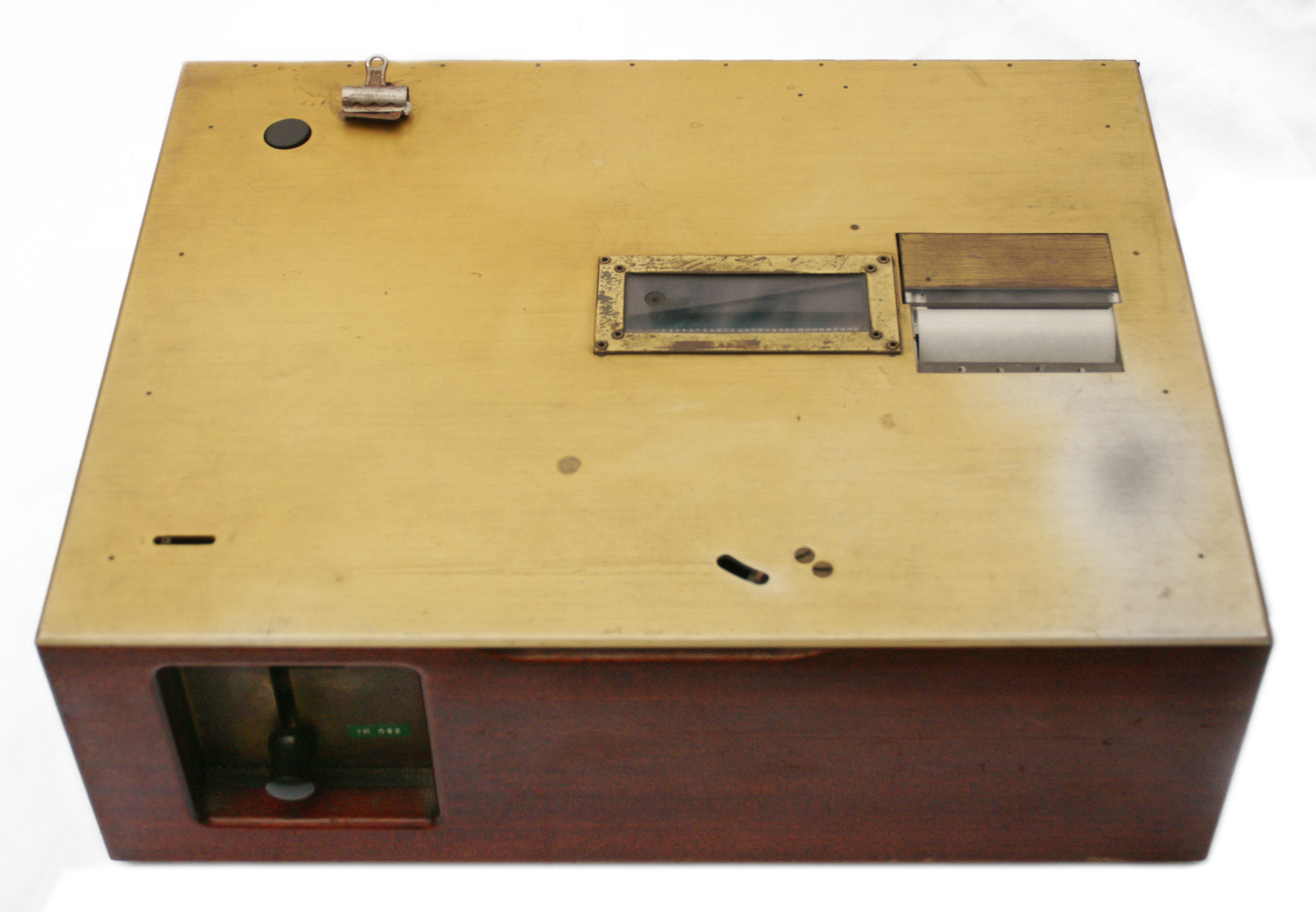
Механическая обучающая машина Скиннера

Первый документально зафиксированный пример массового дистанционного обучения датируется 1728 годом, когда американский профессор Калеб Филипс (англ. Caleb Phillips) организовал заочные курсы стенографии через газету Boston Gazette. Уже в 1840-х дистанционное обучение стало двусторонним — известный британский лингвист Айзек Питман начал не только рассылать студентам задания (тоже из области стенографии), но и получать их назад для проверки. В 1856 году метод вырвался за пределы обучения стенографии — немец Густав Лангеншейдт и француз Шарль Туссен создали первую школу дистанционного обучения иностранным языкам, оказавшуюся чрезвычайно успешной.
С появлением возможности аудио и видеозаписи, перед дистанционным обучением открылись новые перспективы. В вышедшем в 1909 году рассказе Эдварда Форстера «Машина останавливается» фактически предсказано появление Интернета и, в частности, его использование для проведения лекций и экзаменов на расстоянии. Уже в 1920 году в Университете штата Огайо Сиднеем Пресли (англ. Sidney Pressey) был создан прототип механической "обучающей машины", позволяющей проводить тестирование студентов, а к 1938-му в двадцати пяти штатах США действовали централизованные программы дистанционного обучения посредством радиосвязи.
По мере развития электроники, стало возможным создание СУО в современном понимании данного термина. В 1960 году Дональд Бицер (англ. Donald Bitzer) из Университета штата Иллинойс создал прототип первой системы электронного обучения — PLATO. К концу 1970-х годов система насчитывала несколько тысяч терминалов по всему миру и более десятка мейнфреймов, соединённых общей компьютерной сетью.
Появление и развитие Интернета привело к взрывному росту СУО в 1990-е годы — электронное обучение вышло за пределы университетов и стало неотъемлемой частью образования и повышения квалификации во всех сферах человеческой деятельности.
В 2004 году появился стандарт SCORM, который позволяет использовать совместно материалы различных курсов

## Технические аспекты
Изначально системы электронного обучения разрабатывались для локального размещения, при котором организация приобретает лицензию на программное обеспечение (либо, как в случае с первыми системами, разрабатывает его сама) и устанавливает его на своих собственных серверах. При этом для каждой СУО создавался свой редактор учебных курсов, который нельзя было использовать для написания курсов в другой системе. Большинство современных СУО основаны на веб-технологиях, а в целях обеспечения стандартизации создаваемый для них контент (учебные курсы) обычно соответствует определённым международным форматам, наиболее популярным из которых является SCORM (и пришедший ему на смену Tin Can). Также распространены AICC и cmi5. Наличие данных форматов позволяет использовать контент, создаваемый с помощью различных редакторов, в разных СУО и обеспечивает возможность интеграции СУО с другими системами (например CRM). В настоящее время многие СУО предлагаются как SaaS (программное обеспечение как услуга), а хостинг предоставляется поставщиками.

## Преимущества и недостатки

### Преимущества
Основные преимущества СУО вытекают из самой концепции электронного обучения и его отличий от традиционного:
- Свобода доступа — учащийся может заниматься практически в любом месте. Взрослый учащийся может обучаться без отрыва от основной работы.
- Снижение затрат на обучение — учащийся не несет затраты на методическую литературу. Кроме того, экономия растет за счёт зарплат, которые не нужно платить педагогам, содержание учебных заведений и так далее.
- Гибкость обучения — процесс обучения можно подстроить под возможности и потребности педагогов и слушателей.
- Возможность развиваться в ногу со временем — пользователи электронных курсов: и преподаватели, и студенты развивают свои навыки и знания в соответствии с новейшими современными технологиями и стандартами. Электронные курсы также позволяют своевременно и оперативно обновлять учебные материалы.
- Потенциально равные возможности обучения — обучение становится независимым от качества преподавания в конкретном учебном заведении.
- Возможность определять объективные критерии оценки усвоения знаний — в электронном обучении имеется возможность выставлять четкие критерии, по которым оцениваются знания, полученные студентом в процессе обучения.

### Недостатки
Недостатки СУО (и в целом электронного обучения) являются, как это часто бывает, отражениями его достоинств:
- Отсутствие непосредственного общения ученика и учителя затрудняет контроль процесса обучения и оценку его результатов.
- Внедрение СУО требует хорошо выстроенной технологической инфраструктуры. Преподаватели должны быть готовы адаптировать свои учебные программы к электронному обучению.
- Снижается роль индивидуального мастерства учителя.

## Современное состояние рынка СУО
Первые СУО создавались под конкретный проект и, чаще всего, той же организацией (либо её дочерней структурой), в которой затем использовались. С появлением специализированных компаний-поставщиков СУО (во время бума 1990-х годов) получили развитие универсальные решения, использовавшиеся (с доработками и кастомизациями) в различных отраслях. Следующим этапом развития рынка стала специализация СУО по направлениям использования, с «затачиванием» функционала под соответствующие требования.
Сегодня можно выделить следующие основные группы:
- «Академические» — применяются в образовательных учреждениях;
- «Площадки продаж» — онлайн продажа курсов B2C, обычно сопряжены с системами электронной коммерции;
- «Тренинговые площадки» — оказание тренинговых и образовательных услуг сторонним организациям (B2B);
- «Корпоративные» — обучение персонала компаний.
- «Отраслевые» —  как для  студентов образовательных учреждений, так и  персонала компаний по определенной отрасли, направлению.

На рынке США на 2018 год большую тройку СУО составляли системы: Blackboard (38 %), Canvas (31 %) и Moodle (18 %).